# Marcel Ninga
Marcel Ninga Ndonane (ur. 25 kwietnia 1988 w Ndżamenie) – czadyjski piłkarz grający na pozycji prawego obrońcy. Od 2021 jest piłkarzem klubu Eding Sport FC.

## Kariera klubowa
Swoją karierę Ninga rozpoczął w klubie Renaissance FC. W 2010 roku zadebiutował w jego barwach w pierwszej lidze czadyjskiej. W sezonie 2013 wywalczył z nim wicemistrzostwo Czadu, a w sezonie 2011 zdobył Puchar Czadu. W latach 2014–2016 grał w Gazelle FC, z którym w 2015 roku został mistrzem kraju, a w latach 2017-2018 był zawodnikiem Foullah Edifice FC. W latach 2019–2021 występował w AS CotonTchad. W 2019 roku został z nim wicemistrzem Czadu. W 2021 przeszedł do kameruńskiego Eding Sport FC. W 2022 roku wywalczył z nim wicemistrzostwo Kamerunu.

## Kariera reprezentacyjna
W reprezentacji Czadu Ninga zadebiutował 18 października 2015 roku w przegranym 0:2 meczu Mistrzostw Narodów Afryki 2016 z Gabonem.